# Abraham Genoels II
Abraham Genoels II (Anversa, 25 maggio 1640 – Anversa, 10 maggio 1723) è stato un pittore e incisore fiammingo.

## Biografia

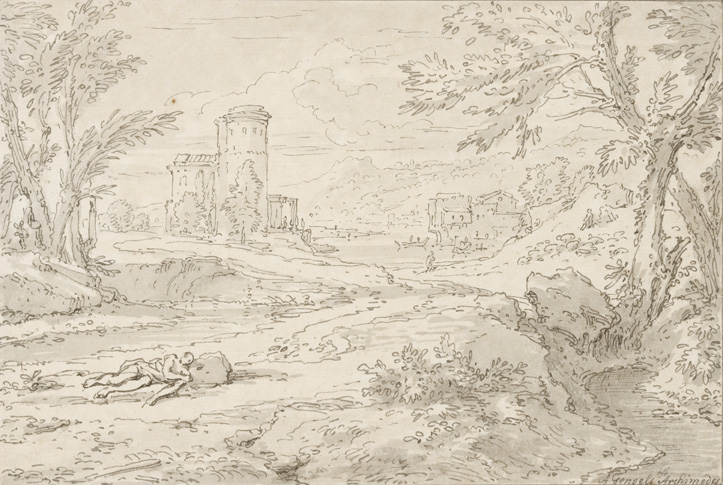
Paesaggio arcadico con architetture e persona distesa a terra

Era figlio di Peeter Genoels, mentre non aveva relazioni di parentela con Abraham Genoels I, un pittore minore di Anversa. Fu apprendista presso Jacques Backereel (c. 1612–dopo 1658) a partire dagli undici anni fino al 1655. Dopo aver lavorato inizialmente come pittore ritrattista, in seguito ad alcuni tentativi ben riusciti, decise di dedicarsi alla pittura paesaggistica e perciò entrò nella scuola di Nicolaas Marten Fierlants (1622–1694) di 's-Hertogenbosch specializzato in vedute prospettiche. Acquisì così solide basi di matematica e prospettiva.
Nel 1659 Genoels giunse a Parigi viaggiando attraverso l'Olanda Settentrionale. Qui conobbe Francisco Mili o Francis Milé a cui era legato da amicizia e dallo stesso amore per l'arte, in particolare per i paesaggi. Studiando insieme, entrambi ottennero grandi vantaggi comunicandosi le loro osservazioni, riflessioni e scoperte. Con l'aiuto del cugino Laurent Francken (1622–1663), divenne un assistente dell'accademico di Francia Gilbert de Sève, nella cui bottega dipingeva paesaggi di sfondo in bozzetti per arazzi (perduti), tra cui una serie di otto arazzi con bambini che giocano commissionati dal Marchese di Louvois. Le figure nei paesaggi erano invece realizzate da de Sève.
Genoels eseguì anche una serie di dipinti per il Castello di Chantilly, commissionati dalla Principessa di Condé ed altre opere per l'ambasciatore inglese in Francia.
De Sève lo presentò a Charles Le Brun, che lo invitò a lavorare per la Manifattura dei Gobelins da lui diretta. Le Brun inoltre propose la sua ammissione all'Académie royale de peinture et de sculpture, a cui fu ammesso il 4 gennaio 1665. Come assistente di Le Brun, Genoels partecipò all'esecuzione di numerose commissioni reali, come ad esempio il ciclo di cinque dipinti rappresentanti la Storia di Alessandro il Grande (Parigi, Museo del Louvre), per cui dipinse i paesaggi di sfondo in uno stile accademico e convenzionale e utilizzando colori freddi e monocromatici. Ricevette una pensione dal re ed appartamenti presso la Manifattura dei Gobelins.
Nel 1669-1670, Luigi XIV lo inviò a Marimont per eseguire schizzi del castello, per il quale produsse in seguito bozzetti per arazzi.
Collaborò con Adam Frans van der Meulen.
Nel 1672 entrò a far parte della Corporazione di San Luca di Anversa e nel 1674 raggiunse Roma dove rimase fino al 1682, quando ritornò ad Anversa per non lasciarla più. A Roma entrò a far parte della Schildersbent e per le sue conoscenze di matematica fu soprannominato Archimede, nome con cui a volte firmava le sue incisioni. Eseguì, tra gli altri lavori, alcune grandi vedute dei dintorni di Roma per il Cardinal Rospigliosi e ne dipinse anche il ritratto. Disegnò parecchi schizzi della campagna romana, ottenendo così materiale per le sue future opere.
Secondo il Kugler, Genoels realizzò buone composizioni, ben disegnate e con colori chiari; rappresentò le figure principali con perizia e con uno stile che ricorda quello di Gérard de Lairesse. Secondo Pilkington, le sue opere migliori sono i paesaggi, mentre i ritratti sono senz'altro inferiori.
Le pitture di Genoels sono rare, perciò è conosciuto soprattutto per le sue incisioni (non meno di 73) eseguite durante la sua permanenza a Roma e dopo il suo ritorno in patria, a partire da suoi disegni.
Le sue opere rivelano l'influenza di Nicolas Poussin.

## Opere

### Dipinti e Disegni
- Paesaggi animati, olio su tela, 44 x 36 cm, 1700, Cerchia di Abraham Genoels[10]
- Paesaggio italiano con Venere ed Adone, olio su tela, 54 x 87 cm[11]
- Paesaggio boscoso con fiume e cacciatore in abiti classici che attraversa un ponte, montagne sullo sfondo, olio su tela, 128,5 x 102,8 cm, Cerchia di Abraham Genoels[12]
- Paesaggio con le Muse su un'altura visitate da Minerva[6][8]
- Paesaggio arcadico con architetture e persona distesa a terra, inchiostro nero ed acquerello grigio su carta, 11,4 × 16,1 cm, Museo d'arte di San Paolo, San Paolo[13]
- Paesaggio, sulla sinistra due figure vicino ad un ruscello[14]
- Paesaggio, in primo piano due donne con brocche[14]
- Paesaggio classico, acquerello con henné[14]

### Incisioni
- Gruppo di quattro paesaggi montuosi con rovine e figure, firmato A.Genoels aqua.fort. fec., 1684[3]
- Due paesaggi rocciosi con figure, firmato A.Genoels, alias Archimedes sc. Romae, 1675[3]
- Quattro paesaggi montagnosi con rovine e cascate, firmato A.Genoels fec.[3]
- Quattro vedute di giardini con figure e statue, firmato A.Genoels inv. e sculp. vander Meulen, exc.[3]
- Due grandi paesaggi con cascate, uno firmato A.Genoels inv. et fec.[3]